# Urchristentum
Als Urchristentum oder Frühchristentum wird die Anfangszeit des Christentums von der Kreuzigung des Jesus von Nazaret (um 30 n. Chr.) bis zur Trennung der Christen vom Judentum (um 100) oder bis zu den jüngsten Schriften (um 130) des Neuen Testaments (NT) bezeichnet. Christen fassen jene Anfangszeit oft als das ursprüngliche oder wahre Christentum auf und stellen die Schriften des NT der späteren Kirchengeschichte normativ gegenüber, oft verbunden mit einem Wahrheitsanspruch gegenüber anderen christlichen Richtungen.

## Bezeichnung
Der Ausdruck „Urchristentum“ erscheint erstmals ab etwa 1770 in deutschsprachiger Literatur der Aufklärung. Er beinhaltet ein Geschichtsbild, wonach das Ursprüngliche von späteren Verfremdungen frei gewesen sei und daher als normatives Ideal dem folgenden Christentum gegenüberstehe. Gleichwohl akzeptierte die Forschung die Bezeichnung für dessen Entstehungsepoche. Um die normative Nebenbedeutung zu vermeiden, bevorzugen manche Historiker dafür den Ausdruck „Frühchristentum“.
Im NT kommen diese Bezeichnungen nicht vor. Jesus von Nazaret und seine Anhänger in der Jesusbewegung waren Juden, die das Judentum erneuern, aber keine neue Religion gründen wollten. Auch fast alle Autoren der später im NT vereinten Texte waren Juden, die die Jesusanhänger als Teil des Judentums sahen. Diese wurden erstmals in der römischen Provinzhauptstadt Antiochia Christianoi oder Christiani („Christianer“, „Christen“, „Anhänger des Christus“) genannt (Apg 11,26 ). Damit bezeichneten Römer diese jüdische Gruppe nach ihrem vermuteten Anführer, um sie von anderen Juden zu unterscheiden. Denn Jesu Anhänger bezeugten ihn mit dem griechischen Hoheitstitel Christós (latinisiert Christus) als den im Judentum erwarteten „Gesalbten“ (hebräisch maschiach, latinisiert Messias). Römer missverstanden den Titel als Eigennamen dieser Person, analog zum geläufigen römischen Vornamen Chrestus.
Das deutsche Wort „Christentum“ übersetzt das griechische Substantiv Christianismos, das ab etwa 110 in den Ignatiusbriefen und weiteren frühchristlichen Schriften auftaucht. Es war dort explizit Gegenbegriff zum Ioudaismos und beinhaltete dessen Ablehnung im Sinne der Substitutionstheologie, setzte also die Trennung der Christen vom Judentum voraus. Die Bezeichnungen „Ur-“ oder „Frühchristentum“ enthalten also eigentlich eine antijüdische Konnotation. Demgemäß stellten viele Kirchenhistoriker den Glauben der Jesusanhänger früher als Kontrast zum Judentum dar, fassten Jesus ahistorisch als Religionsstifter auf und behaupteten irreführend: „Jesus war der erste Christ“. Dies verfehlte das Selbstverständnis Jesu und seiner Nachfolger. Die aktuelle Forschung ordnet die messianische Jesusbewegung als in sich vielfältigen Teil des ebenfalls vielfältigen damaligen Reformjudentums ein.

## Zeitrahmen und Zeittafel
Weil das Urchristentum erst nach Jesu Tod entstand, werden Leben und Lehre des Jesus von Nazaret noch nicht dazu gezählt. Jedoch beginnen die meisten Darstellungen dieser Epoche mit Jesu Auftreten, da sich alle urchristlichen Texte darauf beziehen und viele seiner ersten Nachfolger tragende Vertreter des Urchristentums wurden.
Das Urchristentum fällt in die Römische Kaiserzeit. Das NT nennt nur ein Fixdatum: Laut Lk 3,1  trat Johannes der Täufer im 15. Regierungsjahr des Tiberius, also etwa ab dem Jahr 28 öffentlich auf. Weitere Datierungen ergeben sich aus im NT genannten Namen damaliger römischer und jüdischer Regenten, deren Amtszeiten aus anderen Quellen bekannt sind. Ausgangspunkt ist Jesu Hinrichtung unter Pontius Pilatus, der von 26 bis 36 römischer Statthalter in Judäa war. Laut den synoptischen Evangelien starb Jesus am Hauptfesttag eines Pessach vor einem Sabbat, also an einem Freitag bzw. einem 15. Nisan im jüdischen Kalender. Laut dem Evangelium nach Johannes (Joh) starb er am Vorabend des Pessach, das damals auf einen Sabbat fiel, also an einem 14. Nisan. Nach ungefähren Kalenderberechnungen war der 15. Nisan in den Jahren 31 und 34, der 14. Nisan 30 und 33 ein Freitag. Weil viele Historiker die Angaben des Joh für glaubwürdiger halten, Jesus frühestens ab 28 und höchstens drei Jahre öffentlich auftrat und Paulus im Jahr 32 oder 33 Christ wurde, gilt das Jahr 30 als wahrscheinliches Todesjahr Jesu.
Von da aus datiert man nach Angaben der Paulusbriefe, der Apg und späterer Gemeindebriefe mit Hilfe außerchristlicher Quellen weitere frühchristliche Ereignisse:
| 14–37: Kaiser Tiberius                                                                                            | 14–37: Kaiser Tiberius | 14–37: Kaiser Tiberius | 14–37: Kaiser Tiberius                                                                            |
| Regionale Regenten                                                                                                | Ereignisse | Gemeinden | Schriften                                                                                         |
| --- | --- | --- | ------------------------------------------------------------------------------------------------- |
| 4–39: Herodes Antipas 26–36: Pontius Pilatus 36–37: Marcellus                                                     | 30: Kreuzigung Jesu; Gründung der Urgemeinde 32: Hinrichtung des Stephanus 33: Berufung des Paulus 35/36: Jerusalembesuch des Paulus ab 36: Paulusmission in Syrien und Kilikien | 32/33: Jerusalem, Samaria, Antiochia, Damaskus | ab 30: Credoformeln, Passionserzählung                                                            |
| 37–41: Kaiser Caligula; 41–54: Kaiser Claudius                                                                    | | |                                                                                                   |
| 37–41: Marullus 41–44: Herodes Agrippa I. 44–46: Cuspius Fadus 46–48: Tiberius Alexander 48–52: Ventidius Cumanus | ~42: Jakobus der Ältere hingerichtet 49: Christen aus Rom ausgewiesen; Apostelkonzil | ab 42: Paulus in Antiochia 48: Paulus und Barnabas in Zypern und Kleinasien ~45: Christen in Rom 50: Paulus in Philippi, Thessaloniki, Beroia 51/52: Paulus in Korinth 52: Paulus in Caesarea und Antiochia 52–54: Paulus in Ephesus | ~40: Logienquelle, Anteile des Thomasevangeliums 51: 1 Thess 52–54: 1 Kor; Gal; 2 Kor; Phil; Phlm |
| 54–68: Kaiser Nero                                                                                                | | |                                                                                                   |
| 52–58: Marcus Antonius Felix 58–62: Porcius Festus 62–64: Lucceius Albinus 64–66: Gessius Florus                  | 56: Kollektenreise 56–58: Paulus in Jerusalem und Caesarea inhaftiert 58/59: Paulus nach Rom überstellt 59–61: Paulus in Rom inhaftiert ~61: Paulus stirbt in Rom 62: Jakobus (Bruder Jesu) in Jerusalem hingerichtet 64: Christen in Rom verfolgt; Tod des Petrus ab 66: Jüdischer Krieg; evtl. Flucht der Urgemeinde nach Pella | 55: Paulus in Korinth | 55: Röm                                                                                           |
| 69–79: Kaiser Vespasian                                                                                           | | |                                                                                                   |
| | 70: Zerstörung Jerusalems | | ~70: Kol 72–75: Mk                                                                                |
| 79–81: Kaiser Titus; 81–96: Kaiser Domitian                                                                       | | |                                                                                                   |
| | | | 80–90: Lk, Mt, Eph ~90: Apg 90–100: Joh; 1 Clem                                                   |
| 96–98: Kaiser Nerva; 98–117: Kaiser Trajan                                                                        | | |                                                                                                   |
| | 111/112: Prozesse gegen Christen in Pontus und Bithynien 115–117: Jüdische Aufstände in Ägypten | | ~100: Didache ~100–110: 1–3 Joh 112–115: 1 Petr                                                   |

Die um 90 verfasste Apg umfasst rund 60 Jahre von der Gründung der Jerusalemer Urgemeinde bis zur Ausbreitung des Urchristentums bis nach Rom. Ihr folgend unterscheidet man das Apostolische Zeitalter der unmittelbaren Auferstehungszeugen (Apostel) bis zum Tod des Paulus (30–61) von der nachapostolischen Zeit, in der die Briefe der Paulusschüler, Pastoralbriefe und Katholische Briefe verfasst wurden (~60–120). Diese Zeit wurde oft unscharf „Frühkatholizismus“ genannt, weil damals die ersten Kirchenämter entstanden.
Das Ende des Urchristentums wird verschieden festgelegt, je nachdem, welche Glaubensinhalte man dafür als wesentlich einstuft. Manche Kirchenhistoriker zählen nur die bis zur Trennung vom Judentum (um 100) entstandenen, die meisten jedoch alle 27 NT-Schriften dazu. Dann endete das Urchristentum mit der um 130 verfassten Offenbarung des Johannes. Diese hielt, anders als einige etwas ältere frühchristliche Schriften, in akuter römischer Bedrohung die unlösbare Verbindung der Jesusbewegung zum erwählten Gottesvolk Israel fest.
Im Jahr 135 schlugen die Römer den jüdischen Bar-Kochba-Aufstand nieder, zerstörten Jerusalem erneut, vertrieben die Juden inklusive der restlichen Urchristen aus der Stadt und verboten ihnen streng die Rückkehr. Spätestens damit endete die Zeit des Urchristentums. Danach erkannten die Römer die nun außerhalb der Region Palästina ansässigen Christen als eigene, vom Judentum verschiedene Religionsgruppe.

## Entstehung der Jerusalemer Urgemeinde
Jesu erste Nachfolger aus Galiläa hatten sich von ihm laut Lk 24,21  eine Befreiung Israels von der römischen Fremdherrschaft erhofft. Bei seiner Festnahme waren laut Mk 14,50  alle männlichen Jünger geflohen. Seine Kreuzigung enttäuschte ihre Hoffnung vollends, so dass sie nach Galiläa zurückkehrten. Doch kurz darauf versammelten sie sich erneut in Jerusalem (Lk 24,33 ). Der Anstoß dafür war laut frühen Bekenntnissätzen, dass Jesus einigen von ihnen zwei Tage nach seinem Tod lebend „erschien“ (1 Kor 15,5 : „Kephas, dann den Zwölfen“; Lk 24,34–36 : „Simon“, den zwei Emmausjüngern und den Elf; Mt 28,9 : Frauen am leeren Grab; Joh 20,14ff. : Maria Magdalena). Sie deuteten diese Seherfahrung mit der in der hebräischen Bibel verankerten Hoffnung auf die Auferstehung der Gerechten als Gottesurteil: JHWH, der Gott Israels, habe den gekreuzigten Jesus „auferweckt“ (1 Kor 15,12 ; Mk 16,6 ) und damit gemäß biblischen Verheißungen zum Messias erhöht (Apg 2,32-36 ). Weil alle frühen Anhänger Jesu Juden waren, konnten sie ihre Seherfahrung und den Sinn des Todes Jesu nur in biblischen Kategorien verstehen und weitergeben. Weil sie die Ankunft des Messias in der „Stadt Davids“ erwarteten, begannen sie dort, dem „Haus Israel“ die Auferstehung Jesu Christi zu verkünden.
Die Urgemeinde entstand aus dem Zwölferkreis der ersten Jünger, die Jesus zu Beginn seines Auftretens in seine Nachfolge berufen hatte (Mk 3,13-19  par.). Der Kreis symbolisierte das ganze von JHWH erwählte Bundesvolk der Zwölf Stämme Israels, dessen Wiederherstellung die Prophetie im Tanach vom zukünftigen Messias erwartete. Demgemäß hatte Jesus nur Israeliten das Reich Gottes verkündet und die Zwölf laut Mt 10,5f.  nur zu ihnen gesandt. Weil dieser Kreis zu den ersten Zeugen der Auferweckung Jesu gehörte, leitete er anfangs die Urgemeinde (Apg 6,2 ). Trotz legendarischer Anteile dieser Darstellung gilt die Kontinuität von der frühen Jesusbewegung zur Urgemeinde daher als historisch.

## Der Passionsbericht
Die Auferstehungserfahrung war der Kern- und Ausgangspunkt der apostolischen Botschaft von Jesus Christus: Sie konfrontierte Jesu Anhänger zunächst mit der Frage nach dem Sinn seines gewaltsamen Todes und eröffnete ihnen eine neue Perspektive, diesen zu deuten. Mithilfe der Erinnerung an Jesu Eigenverkündigung wurde seine Kreuzigung als stellvertretender Sühnetod, als ultimative Übernahme des Endgerichts Gottes und gnädige Einladung zur Umkehr gedeutet. Deshalb sind Kreuz und Auferstehung (Auferweckung) in allen urchristlichen Glaubensbekenntnissen eng miteinander verbunden. Sie bilden den gemeinsamen Hauptinhalt der nachösterlichen Verkündigung.
Von diesem Kristallisationskern aus wurde offenbar bald auch das vorherige Leben Jesu auf die zentralen Heilsdaten, seinen Tod und seine Auferstehung, hin nacherzählt. So entstand wohl schon im ersten Jahrzehnt der vormarkinische Passionsbericht in Jerusalem, den der erste Evangelist in sein Markusevangelium einbaute. Es gilt als das älteste der vier Evangelien des NT, das ihnen ihre Grundstruktur vorgab.

## Urchristliche Gemeinden in Galiläa und Syrien
Parallel dazu müssen in Galiläa ebenfalls sehr früh christliche Gemeinden entstanden sein. So fand man in Kafarnaum eine frühchristliche Pilgerstätte. Sie wird mit dem ehemaligen Wohnhaus des Petrus identifiziert, wo sich die ersten Jesusanhänger trafen. Nach Mk 16,7  fanden Jüngerbegegnungen mit dem Auferweckten in Galiläa statt; dies bestätigt Mt 28,16–20  und Joh 21 .
Galiläische Jesusanhänger sammelten auch Reden, Streitgespräche und Gleichnisse, die Jesu zugeschrieben wurden. Diese Sammlung wurde erst mündlich, dann schriftlich tradiert und später als gemeinsame Logienquelle in das Matthäus- und Lukasevangelium aufgenommen.
In Damaskus existierte nach Gal 1,17  und Apg 9,2 ff.  bereits vor der Berufung des Paulus (um 32–35) eine christliche Gemeinde. Angenommen wird, dass diese wahrscheinlich von in Jerusalem verfolgten Anhängern des Urchristen Stephanus gegründet worden war.

## Der Missionsauftrag
Die Aufgabe der Jünger und Apostel war es nun, nicht nur die Lehren des Wanderpredigers aus Nazaret, sondern auch die „frohe Botschaft“ (Evangelium) von seiner Auferstehung zu verkünden. Die erste Gemeinde, die sich diesem Auftrag zur Mission verpflichtet sah, war jene Jerusalemer Urgemeinde. Hier bildeten die sogenannten „Säulen“ Petrus, Jakobus und Johannes (Gal 2,9 ; Mk 5,37  und andere) das Zentrum der jüdischen Bewegung. Ihr erster Sprecher wurde Petrus, der später vermutlich von Jakobus abgelöst wurde. Petrus könnte dann über Syrien nach Kleinasien gelangt sein, wo in Antiochia eine weitere große Gemeinde entstanden war, und schließlich nach Rom, wo vermutlich schon in den 40er Jahren eine Urchristengemeinde entstanden war, an die auch Paulus seinen Römerbrief adressierte.
Der Missionsauftrag wurde zunächst unter den Juden ausgeführt und später auf die Heiden ausgeweitet.
Sowohl in der Jerusalemer Urgemeinde als auch den hinzukommenden Gemeinden und Zirkeln war die Erwartung der Wiederkunft (Parusie) Jesu als Messias bestimmend, die jedoch keine Grundlage in der jüdischen Schrift hat, da seine Anhänger ihn immer noch als christlichen Messias sahen. Auch bestanden alle frühen Gemeinden aus Judenchristen und qualifiziert konvertierten, beschnittenen Nichtjuden und waren Teil des Judentums, wie die Beachtung der Mitzwot und der Tempeldienst der Jerusalemer Urchristen veranschaulichen. Daneben gab es aber auch Griechisch sprechende Urchristen, die sogenannten Hellenisten, die sich kritisch zum Tempel äußerten und wohl nicht zuletzt deshalb von den jüdischen Machthabern verfolgt wurden. Selbst innerhalb der urchristlichen Gemeinde bekamen sie wirtschaftliche Probleme, da sie keinen Zugang hatten zur Armenversorgung des Tempels: Dies war der Hintergrund der Wahl der sieben Diakone (Apg 6 ).

## Das Apostelkonzil
Gegen den anfänglichen Widerstand konservativer judenchristlicher Kreise in der Jerusalemer Urgemeinde wurde im Verlauf eines Apostelkonzils (zwischen 44 und 49) vereinbart, dass die von der antiochenischen Gemeinde ausgehende Heidenmission als Konsens des Urchristentums akzeptiert wurde. Beginnend mit der Bekehrung von Diaspora-Juden (Gal 2,9 ) und römisch-griechischen Heiden, gewannen überwiegend heidenchristliche Gemeinden außerhalb Palästinas wie Antiochia in der urchristlichen Sekte an Zahl und Bedeutung. Paulus und seine Helfer prägten die Theologie dieser neuen Gemeinden. Die neue paulinische Theologie wurde im gesamten Mittelmeerraum verbreitet. Im Rückblick ist so die Entstehung einer neuen Weltreligion eingeleitet worden. Eine totale Loslösung der urchristlichen Sekte aus dem Judentum und die Abwendung des neutestamentlichen Glaubens von den religiösen Traditionen und Lehren des Judentums – die jetzt vollzogen war – hatte der hellenisierte Jude und römische Bürger Paulus, als Hauptvertreter der Heidenmission und Stifter des Auferstehungsmythus Jesu, anfänglich jedoch ausgeschlossen (Röm 9–11 ).

## Das Ende der Urgemeinde
Mit der Hinrichtung ihres Leiters Jakobus im Jahr 62 verlor die judenchristliche Jerusalemer Urgemeinde ihre Führungsrolle im Urchristentum. Die Jerusalemer Christen wollten nicht am jüdischen Aufstand von 66 teilnehmen. Nach historisch zweifelhaften Angaben von Eusebius floh die Urgemeinde damals nach Pella, das heute zu Jordanien gehört. Sie soll aber nach Kriegsende (70) in das von den Römern zerstörte Jerusalem zurückgekehrt sein und noch bis 135 bestanden haben, unter anderen geleitet von Judas, einem jüngeren Bruder von Jakobus und Jesus. Mit dem Scheitern dieses letzten jüdischen Aufstandsversuchs endete auch die Existenz der Urgemeinde. Die von ihr beeinflussten Gemeinden in Syrien und im Ostjordanland galten einigen  Kirchenvätern im 2. Jahrhundert bereits als „Häresie“. Spätestens mit der Entstehung des Islam gingen die letzten Reste des nahöstlichen Judenchristentums unter.

## Herausbildung kirchlicher Ämter
Umso sichtbarer wurden die kleinen (heiden)christlichen Gemeinden. Von ihren Problemen und Streitigkeiten berichten die kanonisierten wie auch die nicht kanonisierten Briefe der ersten Christen. Paulus selbst schrieb mit die ersten dieser Briefe, die schon auf die Zeit von 50 bis 64 datieren. Bischof Clemens von Rom, der 99 den Märtyrertod starb, schrieb mit die ersten Briefe, die nicht mehr in das Neue Testament aufgenommen wurden. Innerhalb dieser Zeitspanne verschwanden dann auch zunehmend die Apostel, Propheten und Evangelisten (1. Clem 37,3) als Würdenträger und Autoritäten. Und auch wenn Clemens noch forderte: „Haltet euch an die Heiligen“ (1. Clem 46,2), wurde bereits von Paulus vor sogenannten „falschen Heiligen“ gewarnt (vgl. Eph 7,1 ; Apg 15,1 ).
Die Praxis der brüderlichen Belehrung (Mt 18,15–18 ) verschob sich so auf die „Erstlinge“, die Erstgetauften einer Gemeinde, und schließlich die ersten sich herausbildenden Ämter: Episkopen (= Vorsteher, Bischöfe) (vgl. Eph 4,1 ), Presbyter und Diakone ersetzten die charismatischen Ämter und konsolidierten die weiterhin autonomen Gemeinden. Dabei war in dem Versuch, die Einmaligkeit Jesu in der irdischen Hierarchie abzubilden, jeweils nur ein Bischof vorzufinden. Diesem monarchanischen Bischof unterstanden zur Hilfe bei der Liturgie die (oft an der Zahl der Apostel orientierten: zwölf) Presbyter. Presbyter war hier noch ein Ehrenamt und wurde erst später mit eigenen pfarrähnlichen Verpflichtungen versehen. Die praktischen Arbeiten oblagen dann den Diakonen, von denen eine bestimmte Anzahl nicht bezeugt ist.
Die Herausarbeitung von Hierarchie und Gemeindestruktur erwies sich als umso notwendiger, als sich die Erwartung vom nahen Ende der Welt und der Wiederkunft Christi (Parusie), von denen die Jünger noch geprägt schienen, nicht erfüllte. Die Phase der sogenannten „Parusieverzögerung“ wurde nun aber nicht als Ende der eschatologischen Perspektive gesehen, sondern als verlängerte Zeit für die Vorbereitungen verstanden. Die gepflegten Werte sollten dies in „Tat und Wahrheit“ belegen (1 Joh 3,18 ): Der Dienst an der und für die Gemeinde wurde hervorgehoben sowie auch die Gastfreundschaft, das Beten und Fasten. Das Liebesmahl (Joh 13,34 ) und der Liebesdienst (Agape) gewannen so erweiterte Bedeutung.
Gerade in dieser Kombination von asketischen Vorschriften, die sich auf die Christen selbst bezogen und auch vor deren eigenem Tod (Martyrium) nicht brachen, und der praktischen Nächstenliebe, die sich am Dienst an den Armen, Kranken und Verlassenen, den Witwen und Waisen und den Sklaven vollzog, bereiteten sich nicht nur die Anhänger der neuen Religion auf das nahe Ende vor, sondern diese Gemeinschaft gewann auch nach außen enorme Anziehungskraft. Schon Paulus hatte dies im Ansatz erkannt und daher für die Anfänge einer lokalen Mission nicht die größeren Städte selbst, sondern deren arme Vororte bevorzugt.
Als die Christenverfolgungen unter Domitian (81–96) die Mission erschwerten, konnte sich die organisierte Kirche insgesamt behaupten, ihren Zusammenhalt festigen und ihre Mitgliedschaft sogar vergrößern. Die verfolgten und getöteten Christen wurden als Märtyrer (Blutzeugen) Christi anerkannt und verehrt, deren Bekennertod ihnen Rettung im Endgericht versprach. Dies erhöhte die Attraktivität des jungen Christentums.
Erster heidnischer Autor, der sich mit den Christen befasste, ohne sie sogleich zu verdammen, war der Philosoph und Arzt Galenos, der die Christen weniger als Religionsgemeinschaft denn als in der Nähe der Stoa zu verortende philosophische Schule ansah.